# 熊一本
熊一本（1778年—1853年），字以貫，號介臣，安徽六安人，清朝政治人物，進士出身。
嘉慶十九年（1814年）二甲進士，選庶吉士，散館改刑部主事。為政簡嚴，吏不敢欺，暇治儒術，聲華籍甚。道光十四年（1834年）任臺灣府知府，道光二十二年（1842年）任按察使銜分巡台灣兵備道。英人之難，瘡痍未復，一本整頓書院，宏揚忠義，籌固邊陲。道光二十七年（1847年）一月卸職，十二月再任，道光二十八年（1848年）解組。